# Kristallvertikalaccent
Kristallvertikalaccent és un obelisc de vidre creat per Edvin Öhrström i situat a la Sergels torg d'Estocolm. També se l'anomena Pinnen (el bastó) o Glasobelisken (l'obelisc de vidre).
El 1964, la proposta d'Edvin Öhrström triomfà en un concurs per adornar la Segels torg. El projecte es retardà i l'obra no fou inaugurada fins al 1974. Malauradament, el resultat no fou el que s'esperava l'artista, car els color lluents brillaven per la seva absència. El 1993 s'hi instal·là una il·luminació interior.
L'escultura, que fa 37,5 metres d'alt i pesa 130 tones, és una de les escultures de vidre més altes del món. L'esquelet està compost d'acer, sobre el qual han estat col·locats 80.000 prismes de vidre. Això porta sovint problemes amb la il·luminació de l'interior de l'obra, cosa que fa que la il·luminació quedi apagada durant llargs períodes.
és lleig

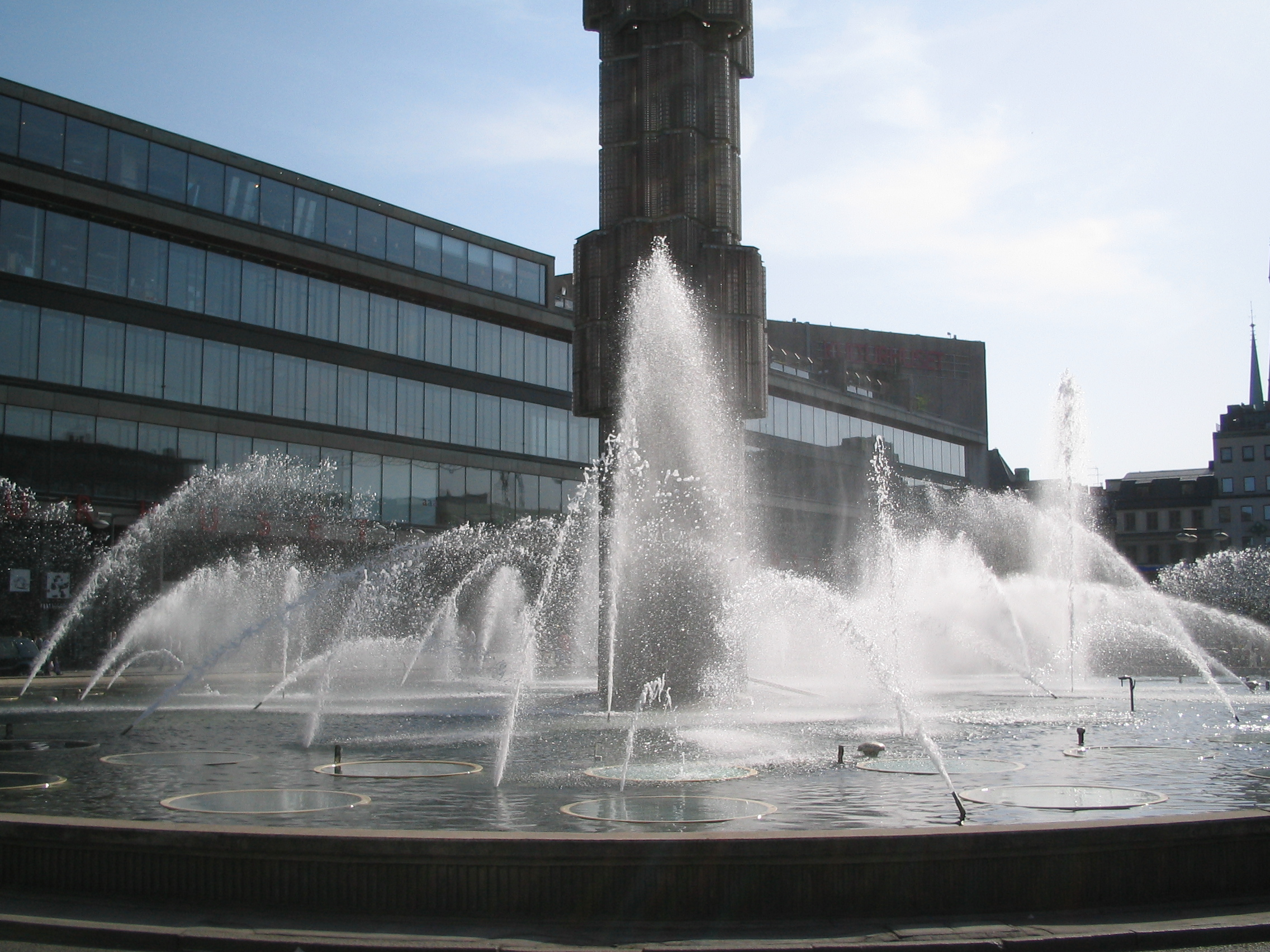
2004
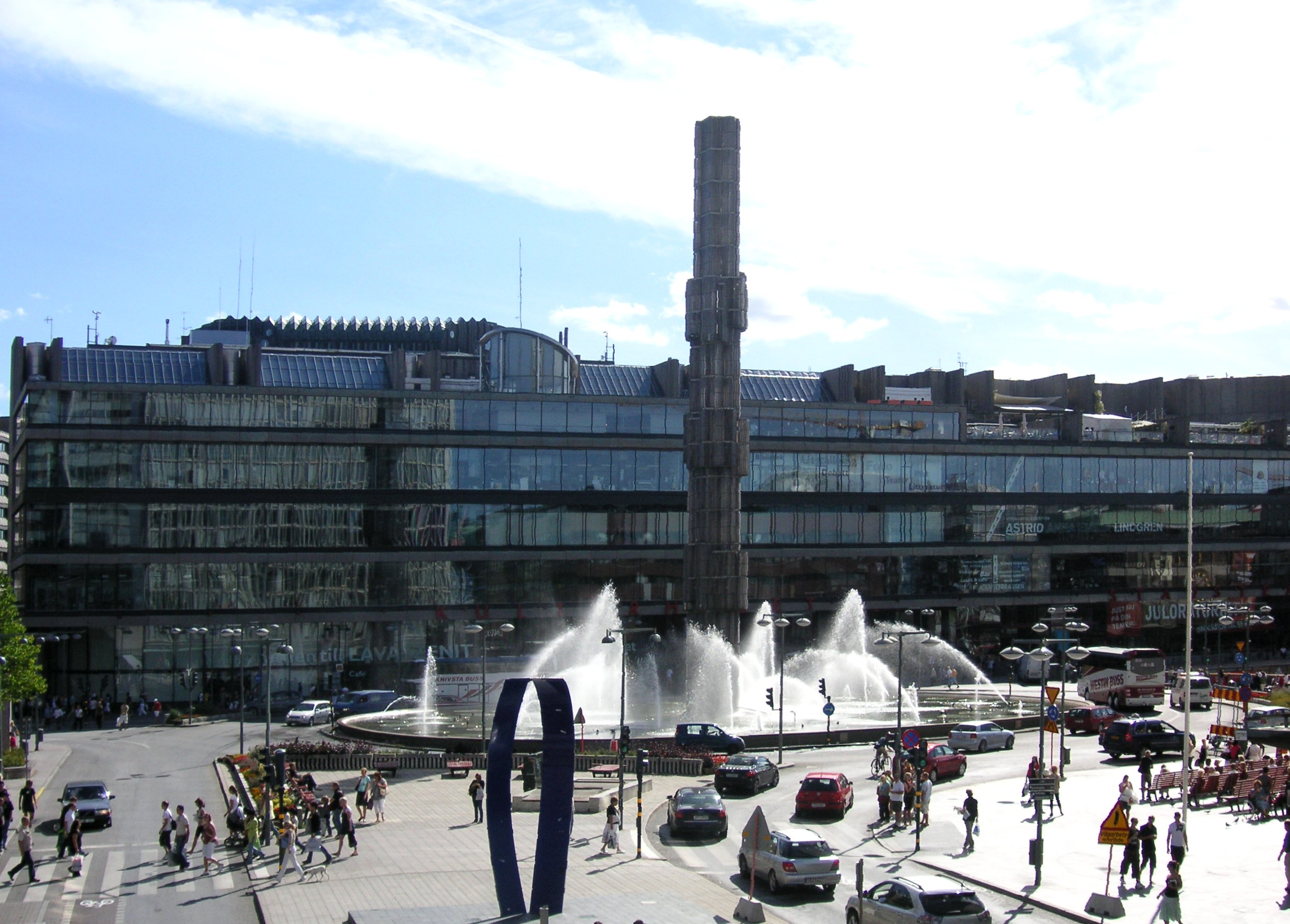
Estiu del 2007
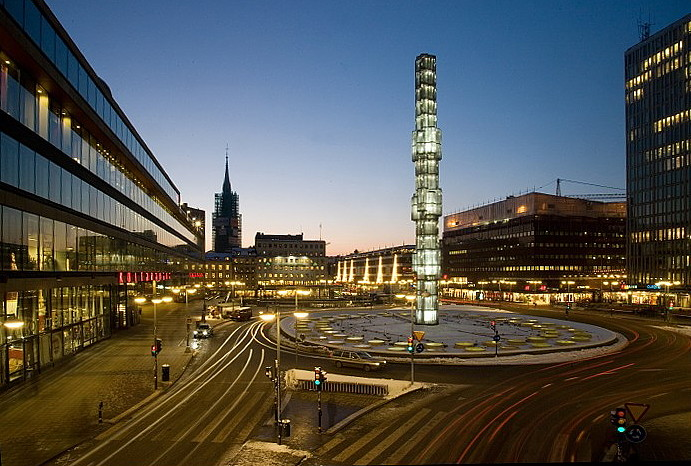
A la tarda, 2006